# Hvidstengruppen – de efterladte
Hvidstengruppen – de efterladte er en dansk spillefilm fra 2021 instrueret af Anne-Grethe Bjarup Riis.

## Handling
Vi følger Tulle Fiil og hendes søster Gerda Fiil, der dømmes til rædslerne i et tysk fængsel. Deres far, bror og Tulles mand er alle blevet henrettet. Tulle må nu efterlade sit barn, Gulle på et år, hos sin mor Gudrun, der hjemme på kroen i Hvidsten kæmper en brav kamp for at få sine døtre hjem, inden nazisterne udsletter alle fangerne som hævn for nederlaget.

## Medvirkende
- Bodil Jørgensen - Gudrun Fiil

- Marie Bach Hansen - Tulle Fiil
- Laura Winther Møller - Gerda Fiil
- Mia Ejlerskov - Bitten Fiil
- Alfrida Uhrenfeldt - Gulle
- Ellen Hillingsø - Monica Emily Wichfeld

## Priser
| Pris         | År   | Kategori                | Modtager                       | Resultat  |
| ------------ | ---- | ----------------------- | ------------------------------ | --------- |
| Robertfesten | 2023 | Årets sminkør           | Charlotte Weitze, Tina Helmark | Nomineret |
| Robertfesten | 2023 | Årets visuelle effekter | Martin Madsen                  | Nomineret |